# Tallet
Tallet är ett naturreservat i Ronneby kommun i Blekinge.
Det skyddade området är 16 hektar stort och beläget cirka 12 km öster om Ronneby. Det har urskogskaraktär med flerhundraåriga tallar och granar. Vissa träd når här uppemot 40 m på höjden. Tallets naturreservat inrättades 1961 samt utökades 2004 att även omfatta ett område med sumpmark.
Naturreservatet ingår i EU:s ekologiska nätverk, Natura 2000.